# Rademacherfunktionen

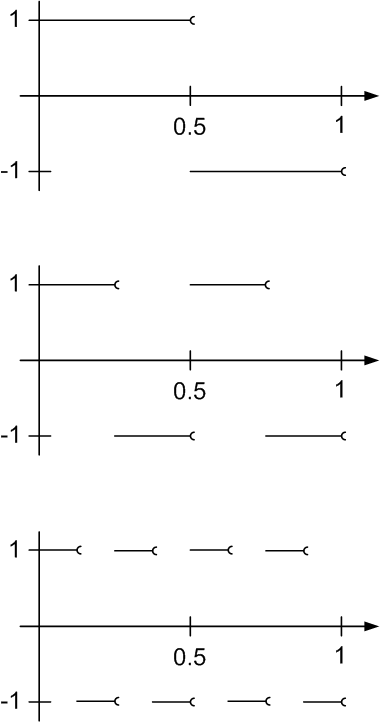
Die ersten drei Rademacherfunktionen

Die Rademacherfunktionen, benannt nach Hans Rademacher, sind für jede natürliche Zahl {\displaystyle n} auf dem (halboffenen) Einheitsintervall [0,1) definierte Funktionen, die nur die Werte −1 und 1 annehmen.

## Definition
Die {\displaystyle n}-te Rademacherfunktion wird definiert durch:
{\displaystyle r_{n}(t):=(-1)^{k}\,}, falls {\displaystyle {\frac {k}{2^{n}}}\leq t<{\frac {k+1}{2^{n}}}} gilt (für ein {\displaystyle k} mit {\displaystyle 0\leq k<2^{n}-1}).
Alternativ kann man die {\displaystyle n}-te Rademacherfunktion durch
{\displaystyle r_{n}(t):=\operatorname {sgn} {\big (}\sin {\big (}2^{n}\pi t{\big )}{\big )}}
definieren. Diese Definition ist äquivalent zur ersten Definition für alle Zahlen {\displaystyle t}, die nicht von der Form {\displaystyle k/2^{n}\,} sind. Wenn {\displaystyle t} diese Form hat, so ist {\displaystyle \sin \left(2^{n}\pi t\right)=0} und daher verschwindet auch das Vorzeichen (sgn). Der Unterschied betrifft jedoch für jedes {\displaystyle n} nur endlich viele {\displaystyle t} und spielt daher z. B. in Funktionenräumen wie {\displaystyle L^{2}([0,1])} keine Rolle (da hier die Funktionen auf Nullmengen beliebig verändert werden können).
In der Literatur werden gelegentlich die Rademacherfunktionenen auch außerhalb des Basisintervalls periodisch fortgesetzt und die Definition der Rademacherfunktionen erfolgt mit Bezug zu den Walsh-Kaczmarz-Funktionen „Walsh-Sinus“ {\displaystyle \operatorname {sir} } und „Walsh-Cosinus“ {\displaystyle \operatorname {cor} } als:
{\displaystyle \operatorname {sir} (x):=(-1)^{\lfloor 2x\rfloor }=\operatorname {sign} (\sin(2\pi x))}
{\displaystyle \operatorname {cor} (x):=(-1)^{\lfloor 2x+{\frac {1}{2}}\rfloor }=\operatorname {sign} (\cos(2\pi x))}
Die Rademacherfunktionen sind dann in diesem Zusammenhang als Paar definiert als:
{\displaystyle \operatorname {sir} (2^{n}x)}
{\displaystyle \operatorname {cor} (2^{n}x)}
Mit obiger Festlegung lassen sich leichter Beziehungen aufstellen – ähnlich wie bei den trigonometrischen Funktionen – wie beispielsweise:
{\displaystyle \operatorname {sir} (x)\operatorname {cor} (x)=\operatorname {sir} (2x)}

## Beispiele
Für die Funktion {\displaystyle r_{1}(t)\,} gilt also:
{\displaystyle r_{1}(t)={\begin{cases}1\quad &0\leq t<1/2,\\-1&1/2\leq t<1,\end{cases}}}
und für die Funktion {\displaystyle r_{2}(t)\,}:
{\displaystyle r_{2}(t)={\begin{cases}1\quad &0\leq t<1/4,\\-1&1/4\leq t<1/2,\\1\quad &1/2\leq t<3/4,\\-1&3/4\leq t<1.\\\end{cases}}}
Allgemein ordnet die {\displaystyle n}-te Rademacher-Funktion einer Zahl {\displaystyle t} im Einheitsintervall eine −1 zu, wenn die {\displaystyle n}-te Ziffer in der Binärdarstellung von {\displaystyle t} eine 1 ist, und eine 1, falls diese Ziffer 0 ist. Zum Beispiel gilt
{\displaystyle r_{1}(0{,}375)=r_{1}(0{,}{\color {red}0}11_{2})=1}
und
{\displaystyle r_{2}(0{,}375)=r_{2}(0,0{\color {red}1}1_{2})=-1}.

## Rademachersystem
Die Rademacherfunktionen bilden ein Orthonormalsystem des Raums der quadratintegrierbaren Funktionen {\displaystyle L^{2}([0,1])}. Das heißt, es gilt
{\displaystyle \int _{0}^{1}r_{n}(x)r_{m}(x)\mathrm {d} x=\delta _{mn}},
wobei {\displaystyle \delta _{mn}} das Kronecker-Delta ist. Dieses Orthonormalsystem trägt den Namen Rademachersystem, es ist jedoch keine Orthonormalbasis von {\displaystyle L^{2}([0,1])}.

## Normale Zahlen
Die Zahl {\displaystyle t\in [0,1)} heißt einfach normal zur Basis 2 (siehe auch normale Zahl), wenn die beiden Ziffern 0 und 1 in ihrer Binärdarstellung gleich häufig vorkommen. Die Tatsache, dass fast alle Zahlen einfach normal sind, kann man mit Hilfe
der Rademacherfunktionen so beschreiben:
Es gilt für fast alle {\displaystyle t} in {\displaystyle [0,1)}
{\displaystyle \lim _{n\to \infty }{\frac {r_{1}(t)+\cdots +r_{n}(t)}{n}}=0.}
Interpretiert man die Binärdarstellung jeder der Zahlen im Einheitsintervall als unendliche Folge von Münzwürfen (Bernoulli-Prozess mit {\displaystyle p=1/2}), so ist das gerade die Aussage des starken Gesetzes der großen Zahlen.

## Chintschin-Ungleichung
Eine einfache Version dieser Ungleichung, die nach Alexander Jakowlewitsch Chintschin benannt ist und in der die Rademacherfunktionen {\displaystyle r_{n}(t)\,} vorkommen, lautet wie folgt.
Ist {\displaystyle (a_{n})_{n}} eine Folge reeller Zahlen, so gilt für jede natürliche Zahl {\displaystyle N}
{\displaystyle \int _{0}^{1}\left|\sum _{n=1}^{N}a_{n}r_{n}(t)\right|\mathrm {d} t\geq {\frac {1}{\sqrt {2}}}\left(\sum _{n=1}^{N}a_{n}^{2}\right)^{1/2}.}

## Rademacher-Mittelung
Sind {\displaystyle E} und {\displaystyle F} Vektorräume, so können die Rademacherfunktionen eingesetzt werden, um alternative Darstellungen von Elementen aus dem Tensorprodukt {\displaystyle E\otimes F} zu finden. Es gilt für alle {\displaystyle x_{1},\ldots ,x_{n}\in E} und {\displaystyle y_{1},\ldots ,y_{n}\in F}:
{\displaystyle \sum _{i=1}^{n}x_{i}\otimes y_{i}=\int _{0}^{1}\left(\sum _{i=1}^{n}r_{i}(t)x_{i}\right)\otimes \left(\sum _{i=1}^{n}r_{i}(t)y_{i}\right)\,\mathrm {d} t}.
Diese Formel nennt man Rademacher-Mittelung. Sie kann verwendet werden, um Normen des projektiven Tensorproduktes normierter Räume abzuschätzen.